# Hattoriara
× Hattoriara, (abreviado Hatt) en el comercio, es un híbrido intergenérico entre los géneros de orquídeas Brassavola × Broughtonia × Cattleya × Epidendrum × Laelia. Fue publicado en Orchid Rev. 92(1086) cppo: 8 (1984).